# Cerro Baúl
A Cerro Baúl (nevének körülbelüli jelentése: „láda-hegy”) az Andok egyik hegycsúcsa Peru déli részén, Moquegua megyében, amelynek tetején egy ősi település romjait tárták fel.
A hegy közigazgatásilag Mariscal Nieto tartomány Torata körzetéhez tartozik. Moquegua városától északkeletre légvonalban valamivel több mint 10, úton mintegy 18 km-re található. Különös formája: hosszúkás, viszonylag lapos, de oldalt szinte függőleges falú csúcsa a legjellegzetesebb alakú perui hegyek közé teszi. A már 1400 évvel ezelőtt is lakott területet a 15. század elejéig a varik és a tiahuanacói kultúrához tartozó népek lakták, ám 1475-ben egy 54 napos ostrom után az inka Mayta Cápac elfoglalta. A közelben lakók között mind a mai napig akadnak, akik szent helynek tekintik, és adományokat hoznak ide az istenek jóindulatának elnyerése érdekében.
A csúcson, ahol egykor az ősi nemesi réteg élt, számos leletet találtak, köztük egy 2,5 cm-es ezüstlemezt is, az építmények között pedig kukoricasör-főző és -tároló berendezéseket, 150 literes kádakat tártak fel. A város területe körülbelül 10 hektár, számos templom, palota, lakóház és raktár maradványai találhatók meg benne. Nyugati részén állt a varik főtemploma, amely a Pichu Pichu hegy felé nézett. Ma már néhány helyen kiépített korlátok és egy betonlépcső segíti a hegyre való feljutást.

## Képek

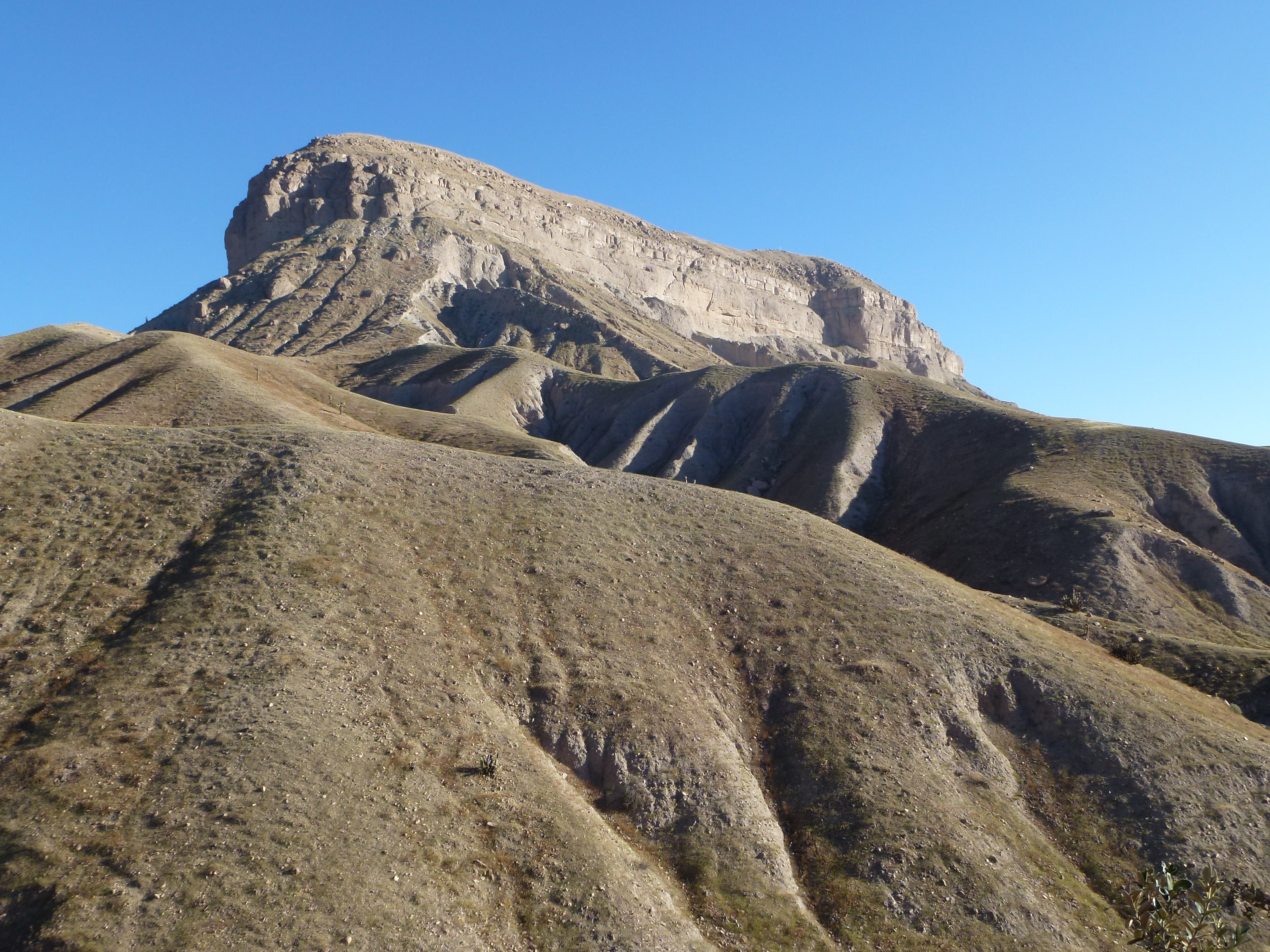
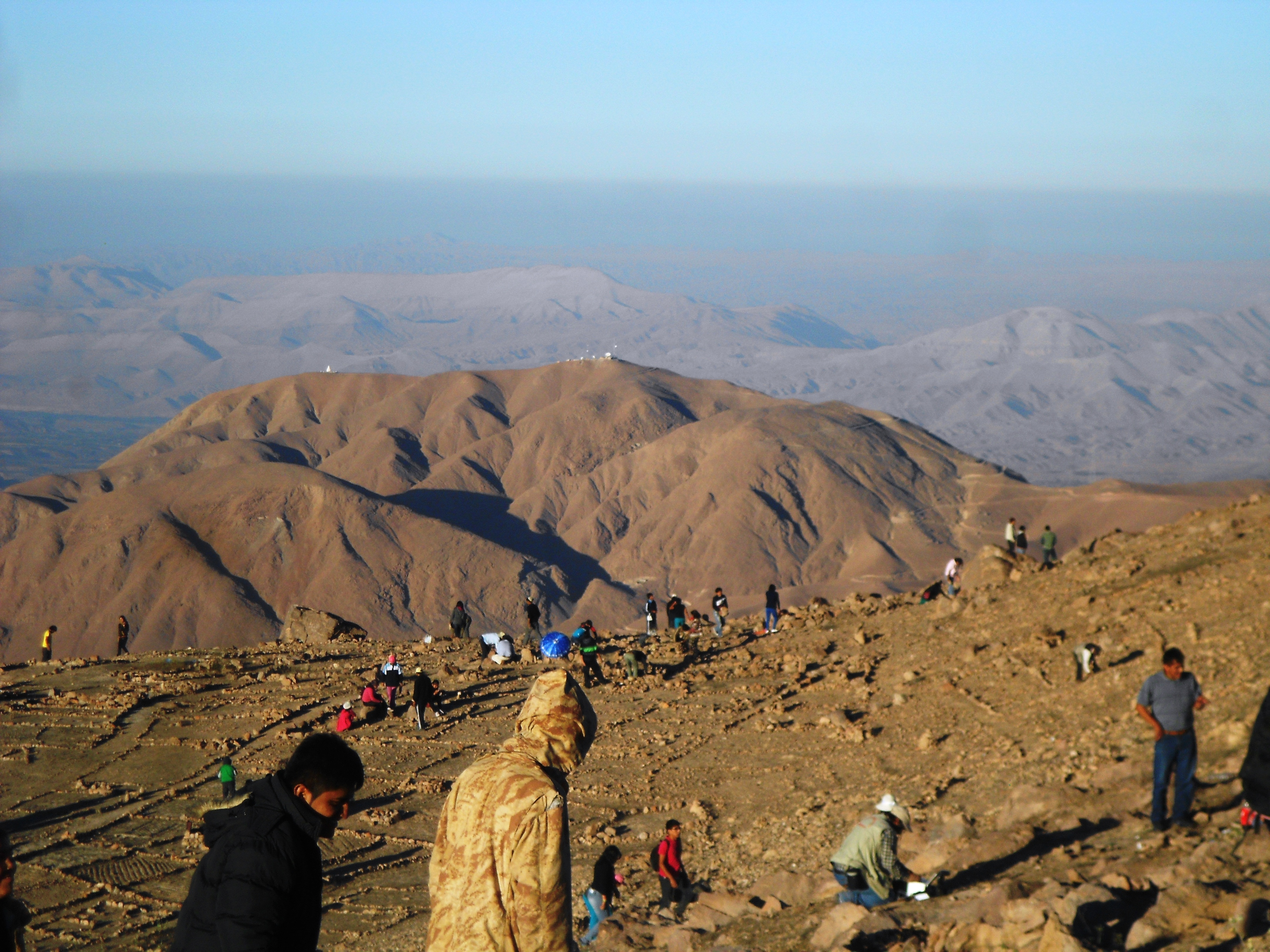
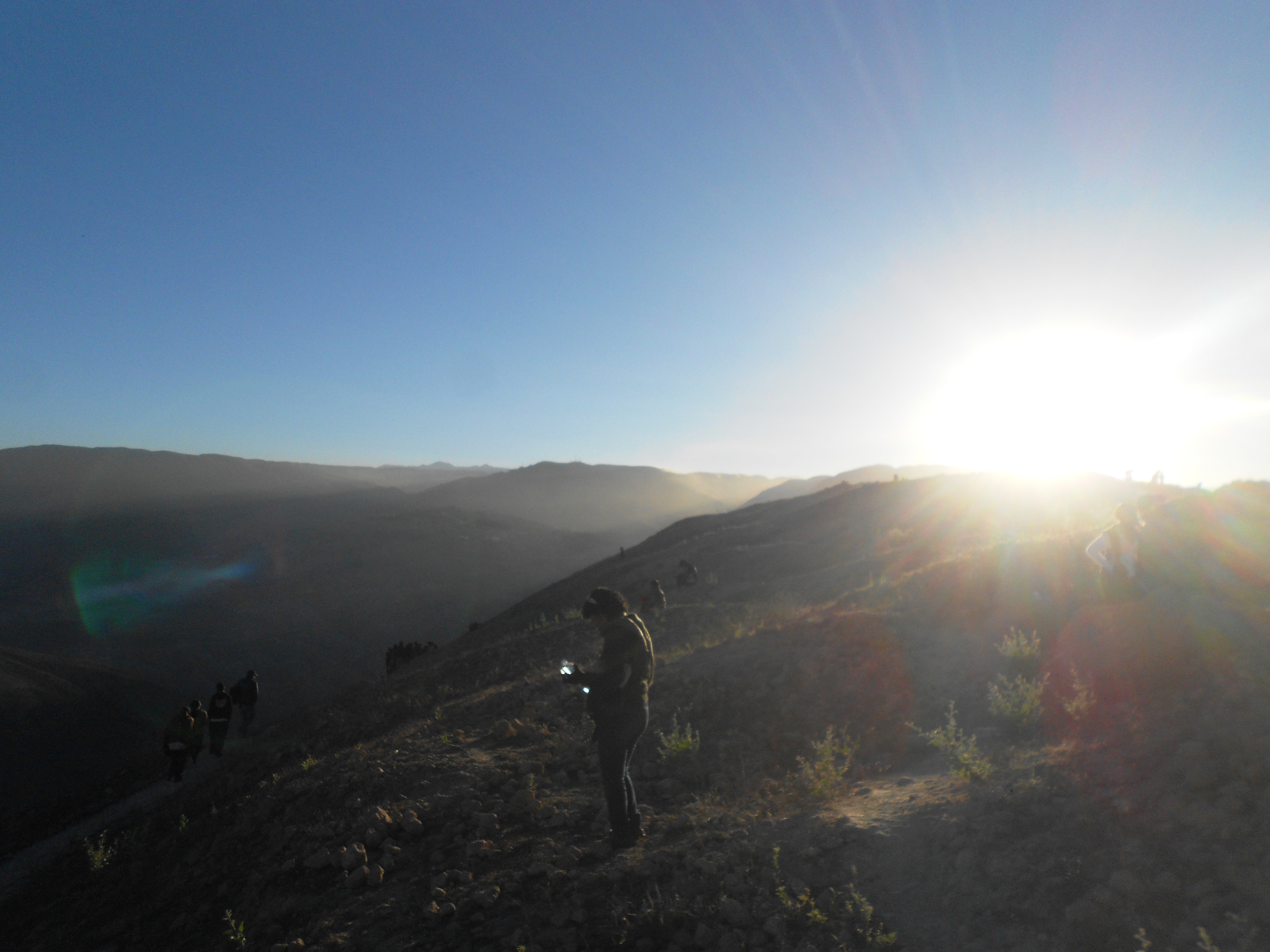
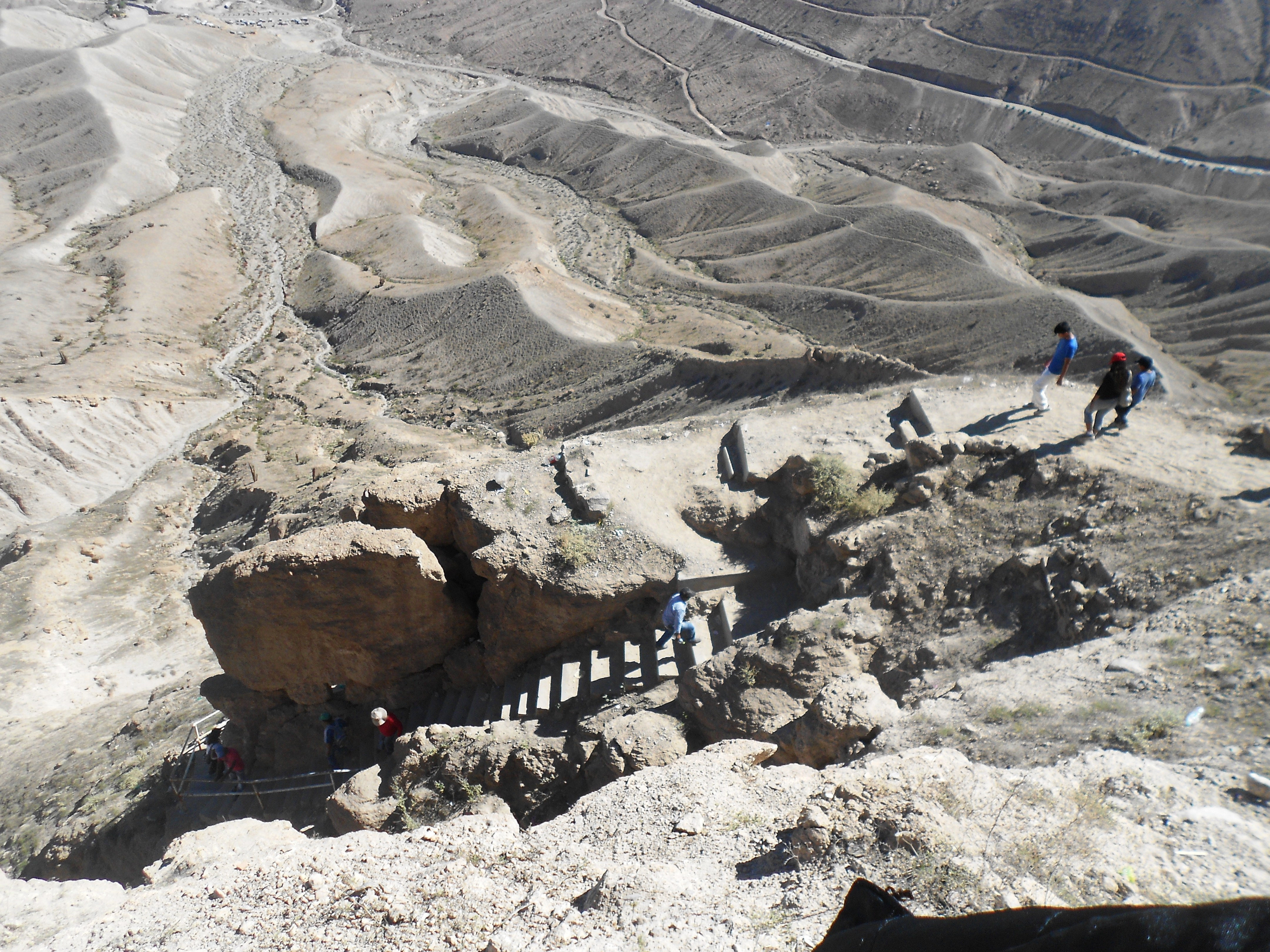